# Verwaltungsgemeinschaft Bode-Selke-Aue
In der Verwaltungsgemeinschaft Bode-Selke-Aue waren seit 1994 im sachsen-anhaltischen Landkreis Quedlinburg die Gemeinden Ditfurt, Hausneindorf, Hedersleben, Heteborn und Wedderstedt zusammengeschlossen. Am 1. Januar 2005 wurde sie mit der Verwaltungsgemeinschaft Ballenstedt zur neuen Verwaltungsgemeinschaft Ballenstedt/Bode-Selke-Aue zusammengeschlossen.